# Vaaranjärvi (Jukkasjärvi socken, Lappland)
Vaaranjärvi är en sjö i Kiruna kommun i Lappland och ingår i Kalixälvens huvudavrinningsområde.